# Mount Skittle
Mount Skittle (englisch für Kegelberg) ist ein 481 m hoher und markanter Berg an der Nordküste Südgeorgiens. Er ragt am nördlichen Ausläufer der Saint Andrews Bay auf.
Die Benennung geht auf deutsche Wissenschaftler des Internationalen Polarjahres (1882–1883) zurück. Der South Georgia Survey identifizierte ihn bei Vermessungen zwischen 1951 und 1952. Das UK Antarctic Place-Names Committee übertrug 1954 den deutschen Namen ins Englische.